# Brahea armata
Brahea armata là loài thực vật có hoa thuộc họ Arecaceae. Loài này được S.Watson mô tả khoa học đầu tiên năm 1876.

## Hình ảnh

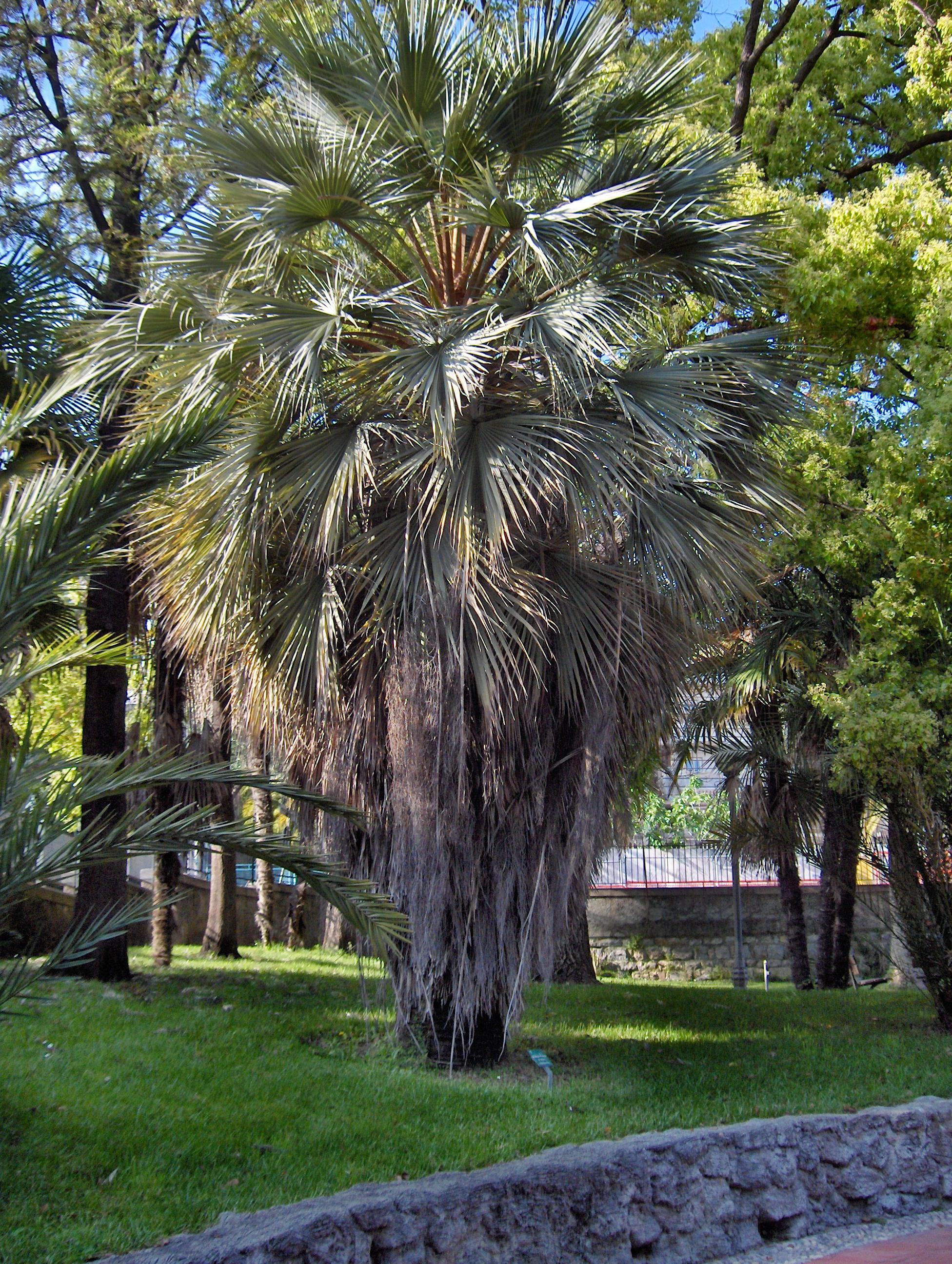
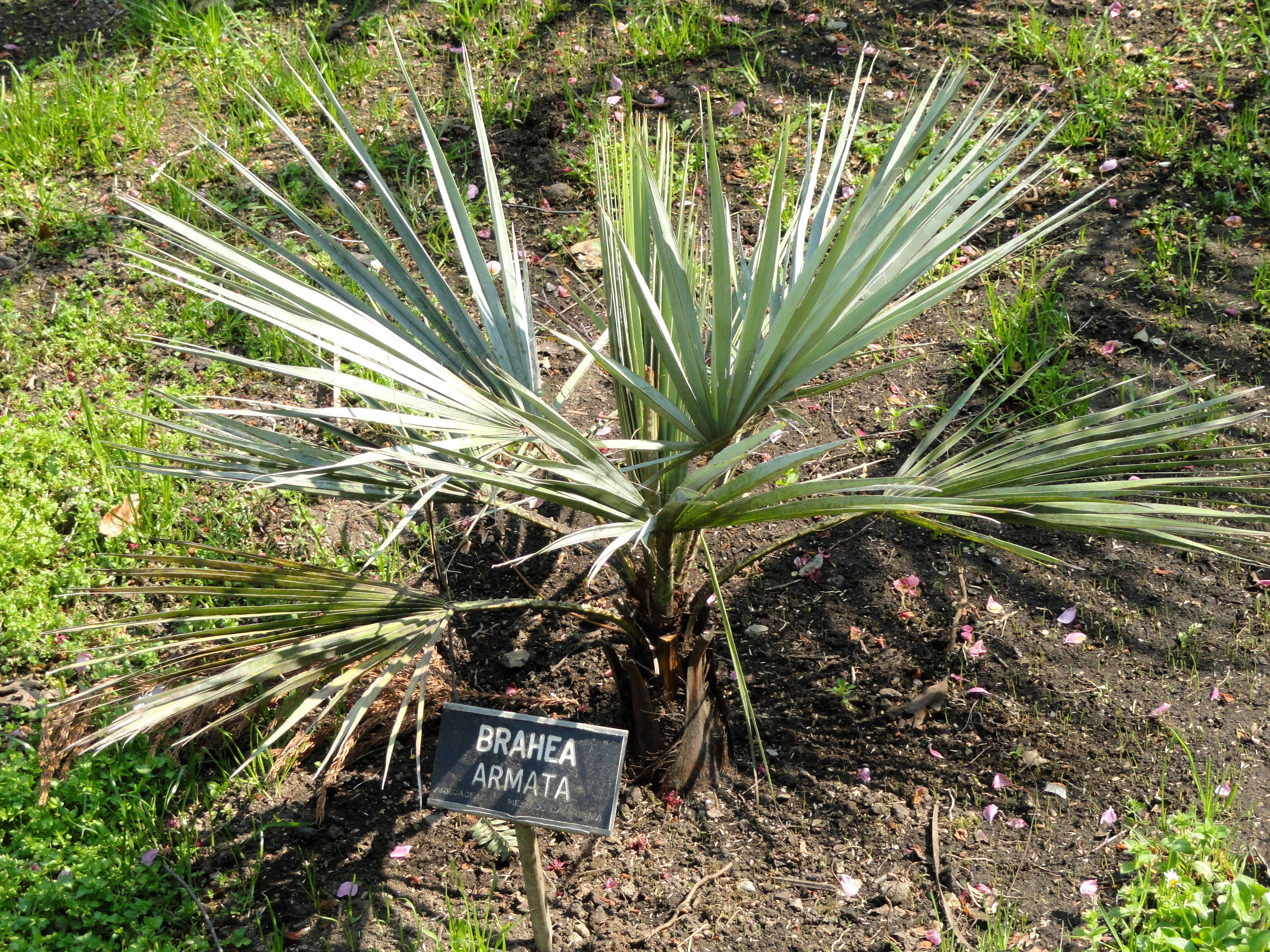
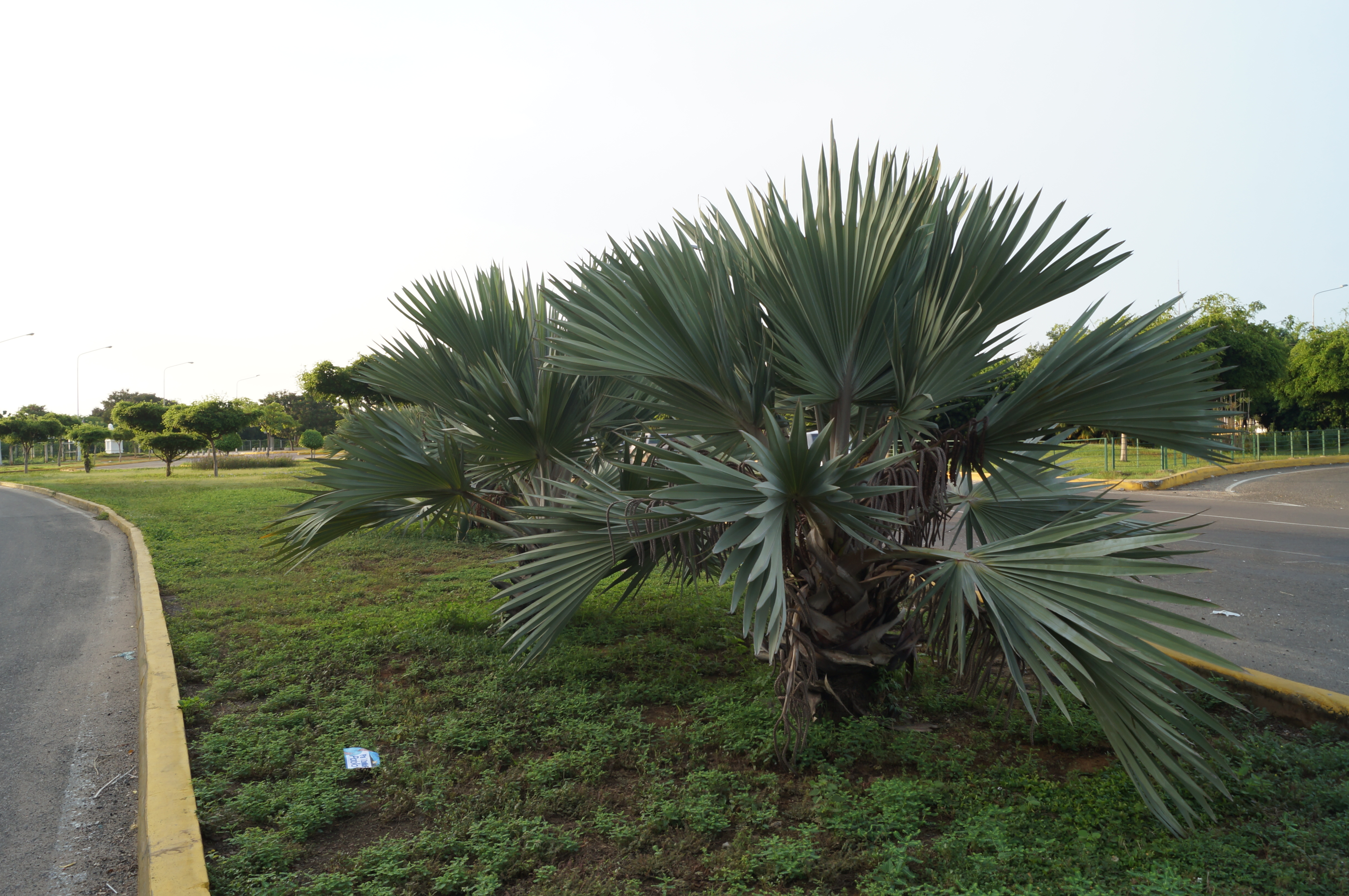